# Gassenhauer (film)
Pour plus de détails, voir Fiche technique et Distribution.
Gassenhauer est un film allemand réalisé par Lupu Pick sorti en 1931.
Le film fait l'objet d'une version française Les Quatre Vagabonds par le même réalisateur et sortie la même année.

## Synopsis
À Berlin au début du XXe siècle, les cinq membres d'un groupe de chanteurs vivent dans l'indigence dans un immeuble délabré. Quand l'administrateur de l'immeuble est retrouvé assassiné, Peter et Paul, deux membres, sont soupçonnés du meurtre. Au retour d'un concert, la police les attend pour les arrêter et les interroger. Comme Paul est plus impliqué dans l'enquête, il est immédiatement arrêté. Peter sait l'innocence de Paul et ne peut pas permettre l'arrestation, aussi parce qu'il sait combien Marie, une connaissance mutuelle, a Paul dans son cœur.
Convaincu de l'innocence de Paul et optimiste, Peter s'accuse du meurtre. Son ami Paul est mis hors de cause, c'est Peter qui va en prison.
Pendant ce temps, les quatre autres chanteurs ont un engagement où ils montrent leur talent de beatboxers. Peu de temps après, ils font fortune et quittent leur immeuble délabré.
En prison, Peter attend de saisir le moment pour lancer une tentative d'évasion. Il réussit et rencontre Marie qui s'occupe du groupe de chanteurs. De son côté, la police a poursuivi l'enquête, mettant en doute les aveux de Peter, et arrête l'assassin.

## Fiche technique
- Titre : Gassenhauer
- Réalisation : Lupu Pick assisté de Basil Ruminow
- Scénario : Johannes Brandt
- Musique : Marc Roland
- Direction artistique : Robert Neppach
- Photographie : Robert Baberske (de), Eugen Schüfftan
- Son : Carlo Paganini
- Montage : L. Kish
- Production : Lupu Pick
- Sociétés de production : Deutsche Lichtspiel-Syndikat
- Société de distribution : Deutsche Lichtspiel-Syndikat
- Pays d'origine : Allemagne  République de Weimar
- Langue : allemand
- Format : Noir et blanc - 1,37:1 - Mono - 35 mm
- Genre : Drame
- Durée : 97 minutes
- Dates de sortie :
  - Allemagne  République de Weimar : 2 avril 1931.
  - Suède : 28 septembre 1931.

## Distribution
- Ernst Busch : Peter, un des chanteurs
- Albert Hörrmann (de) : Paul, un des chanteurs
- Hans Deppe : Max, un des chanteurs
- Martin Jacob : Emil, un des chanteurs
- Wolfgang Staudte : Gustav, un des chanteurs
- Ina Albrecht : Marie
- Karl Hannemann (de) : Nowack
- Margarete Schön : Emma, la gouvernante
- Willi Schaeffers (de) : l'imprésario
- Werner Hollmann : l'agent d'enquête
- Werner Pledath (de) : le greffier
- Rudolf Biebrach : le surveillant
- Hans Leibelt : le commissaire criminel
- Maria Dalbaicin : Nadja, la danseuse
- Michael von Newlinski : le danseur

## Production
Le film est tourné du 15 décembre 1930 au 15 janvier 1931.
Les Comedian Harmonists, qui n'apparaissent pas dans le film, entonnent les chansons Marie, Marie: sie heißt Marie et Hofserenade.
Gassenhauer est le dernier film de Lupu Pick et son seul film parlant. Il meurt quatre semaines avant la sortie du film.

## Source de la traduction
- (de) Cet article est partiellement ou en totalité issu de l’article de Wikipédia en allemand intitulé « Gassenhauer (Film) » (voir la liste des auteurs).